# Lao Che
Lao Che – polski crossoverowy zespół muzyczny, założony przez byłych członków zespołu Koli w 1999 roku, w Płocku. Nazwa zespołu pochodzi od Lao Che („Starego Che”), jednej z drugoplanowych postaci filmu Indiana Jones i Świątynia Zagłady.

## Historia

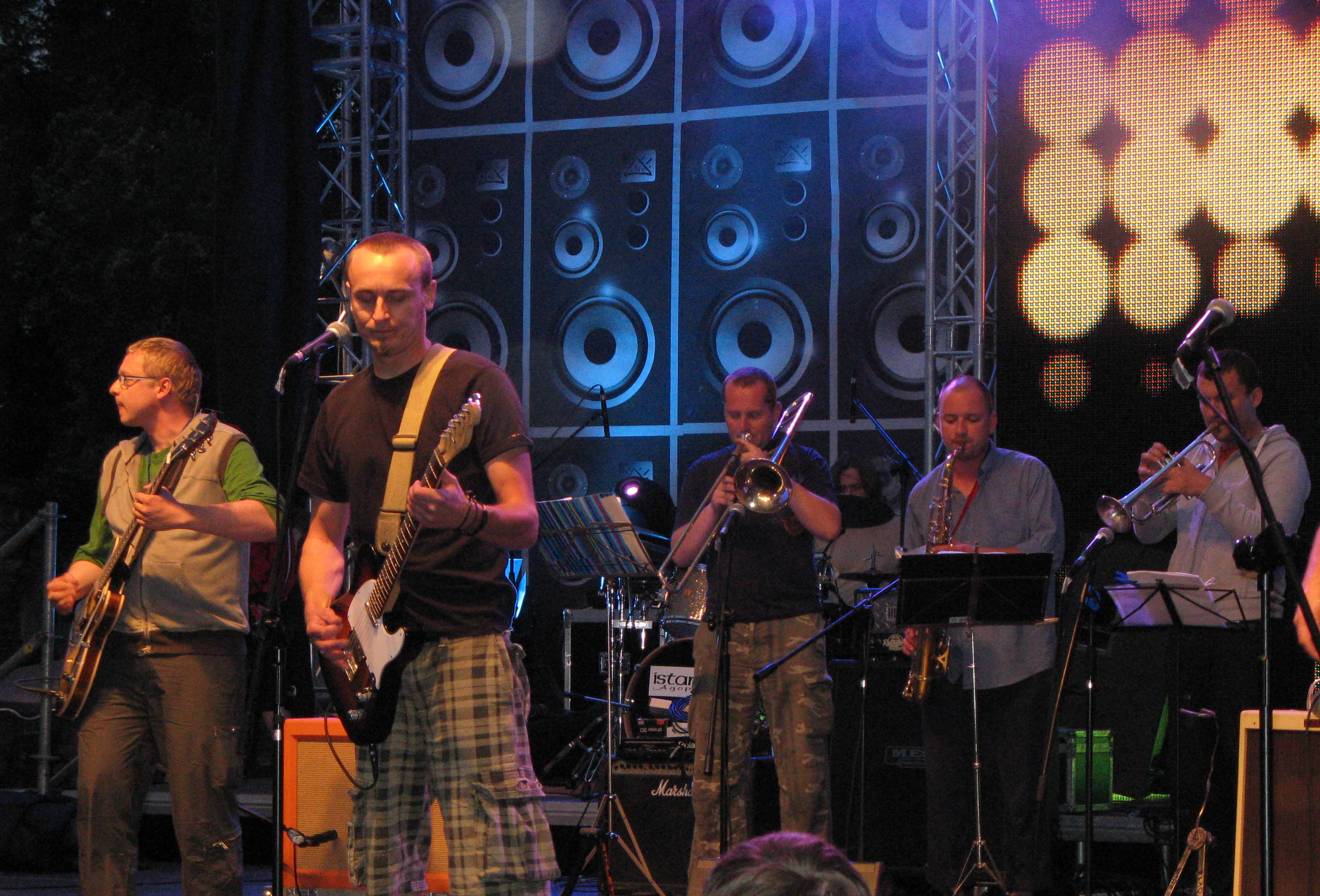
Lao Che na festiwalu Song of Songs Festival 2008 w Toruniu

Swój debiutancki album, zatytułowany Gusła, zespół wydał w styczniu 2002 roku.
Druga płyta Lao Che pod tytułem Powstanie Warszawskie została wydana w marcu 2005 roku. Po wydaniu tego albumu zespół stał się znany. W lipcu tego samego roku, na zamówienie Muzeum Powstania Warszawskiego, nagrany został singel „Czerniaków”. W 2005, również na fali sukcesu Powstania Warszawskiego, grupa wystąpiła na Przystanku Woodstock.
W 2006 roku zespół ponownie wystąpił na Przystanku Woodstock, gdzie otrzymał nagrodę Złotego Bączka, przyznawanego przez publiczność, oraz na 27. Przeglądzie Piosenki Aktorskiej we Wrocławiu. 5 maja 2006 ukazało się DVD Lao Che, Powstanie Warszawskie, na którym znalazł się materiał z koncertu w klubie Proxima w Warszawie, z marca 2006, materiał z koncertu w rocznicę powstania warszawskiego z 2005, klipy do utworów „Koniec” i „Czerniaków” oraz krótki film o Muzeum Powstania Warszawskiego.
13 kwietnia 2007 roku Lao Che wyruszyło we wspólną trasę koncertową z Armią. W tym samym roku zespół włączył się w kampanię społeczną „Muzyka Przeciwko Rasizmowi” prowadzoną przez Stowarzyszenie „Nigdy Więcej”.
Trzeci album zespołu, zatytułowany Gospel, ukazał się 22 lutego 2008 roku. Pierwszym singlem promującym album był utwór „Drogi Panie”, w styczniu 2008 r. udostępniony na stronach wydawnictwa OpenSources. Album Gospel jest dotychczas największym komercyjnym sukcesem grupy – według pisma Trendy – Art of Living uzyskał on status platynowej płyty za sprzedaż ponad 30 tys. egzemplarzy, a piosenki pochodzące z niego uzyskały wysokie notowania na liście Radiowej Trójki („Hydropiekłowstąpienie”, „Czarne kowboje”).
W 2008 roku Lao Che po raz trzeci wystąpiło na Przystanku Woodstock, zapis z tego występu pojawił się 29 listopada na DVD.

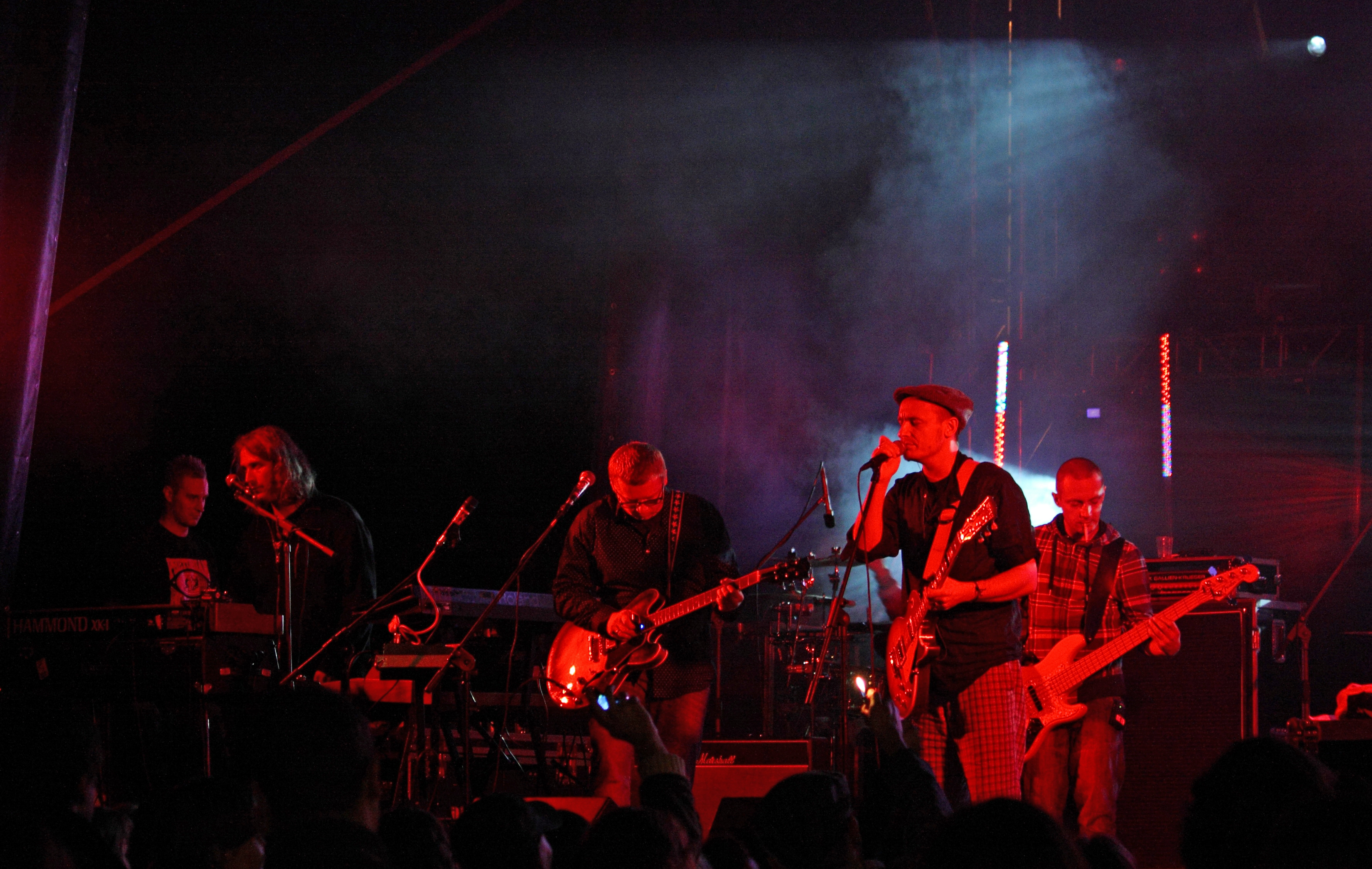
Lao Che na festiwalu Rock On w Wesołej, 2010

Czwarta płyta zespołu, Prąd stały / Prąd zmienny została wydana 1 marca 2010. Promował ją utwór „Czas” opublikowany w połowie stycznia 2010 jako singiel radiowy oraz nagranie w portalu MySpace.
W marcu 2010 zespół pojechał w trasę koncertową Prąd Stały / Prąd Zmienny Tour. W 2010 roku zespół po raz czwarty wystąpił na Przystanku Woodstock, gdzie zagrali koncert 30 lipca, prezentując materiał z płyty Prąd stały / Prąd zmienny, unikając jednak Powstania Warszawskiego. W pierwszej połowie marca 2011 r. grupa wraz z zespołem Czesław Śpiewa wzięła udział w trasie Lao Czesław Tour.
Latem 2011 roku zespół Lao Che wziął udział w serii koncertów z cyklu Męskie Granie, a Hubert Dobaczewski wystąpił w reklamie telewizyjnej (obok Lecha Janerki, Wojciecha Waglewskiego, Fisza i Leszka Możdżera) promującej tę trasę oraz brał udział w nagraniach singla promującego to przedsięwzięcie.
30 lipca 2012 podczas uroczystości związanych z 68. rocznicą wybuchu Powstania Warszawskiego w Parku Wolności w Muzeum Powstania Warszawskiego 7 członków zespołu (Rafał Borycki, Mariusz Denst, Hubert Dobaczewski, Maciej Dzierżanowski, Michał Jastrzębski, Jakub Pokorski, Filip Różański) zostało przez prezydenta Bronisława Komorowskiego udekorowanych Srebrnymi Krzyżami Zasługi za działalność na rzecz popularyzacji i upamiętniania Powstania Warszawskiego.
Piąty album – Soundtrack został wydany 19 października 2012 r. Single promujące album to utwory pt. „Zombi!” i „Dym”. Trasa koncertowa Lao Che z najnowszą płytą rozpoczęła się 20 października 2012 r. od koncertu w Bydgoszczy. Od rozpoczęcia trasy zespół zagrał 32 koncerty promujące album.
W 2014 roku zespół po raz piąty wystąpił na Przystanku Woodstock, grając mieszany repertuar w nowych aranżacjach.
W 2015 ukazał się album Dzieciom, przeznaczony dla „dorosłych dzieci”, muzycy przyłączyli się także jako sojusznik w Kampanię Przeciw Homofobii (LGBT).
Pod koniec roku 2017 do składu zespołu dołączył saksofonista Karol Gola.
Ostatnim albumem studyjnym wydanym przez zespół jest, wydana w 2018 roku, Wiedza o społeczeństwie.
13 listopada 2019 roku zespół przy pomocy swojego konta na portalu Facebook ogłosił zawieszenie działalności oraz pożegnalną trasę koncertową „No to Che!” na początku 2020 roku. Z powodu pandemii koronawirusa koncerty zostały przeniesione na późniejszy termin. Ostatni koncert zespół zagrał 7 maja 2022 r. w rodzinnym Płocku.

## Muzycy

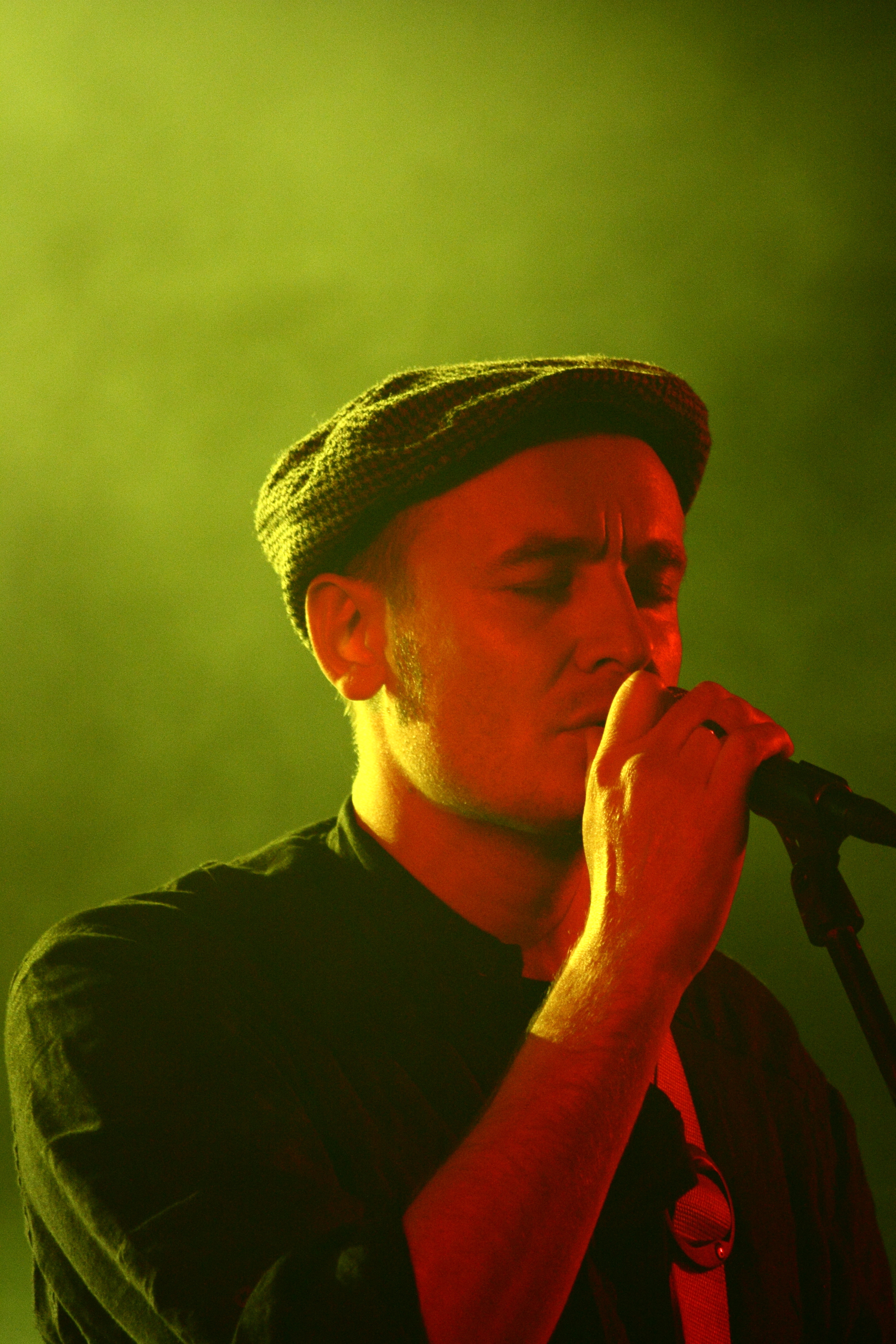
Hubert „Spięty” Dobaczewski

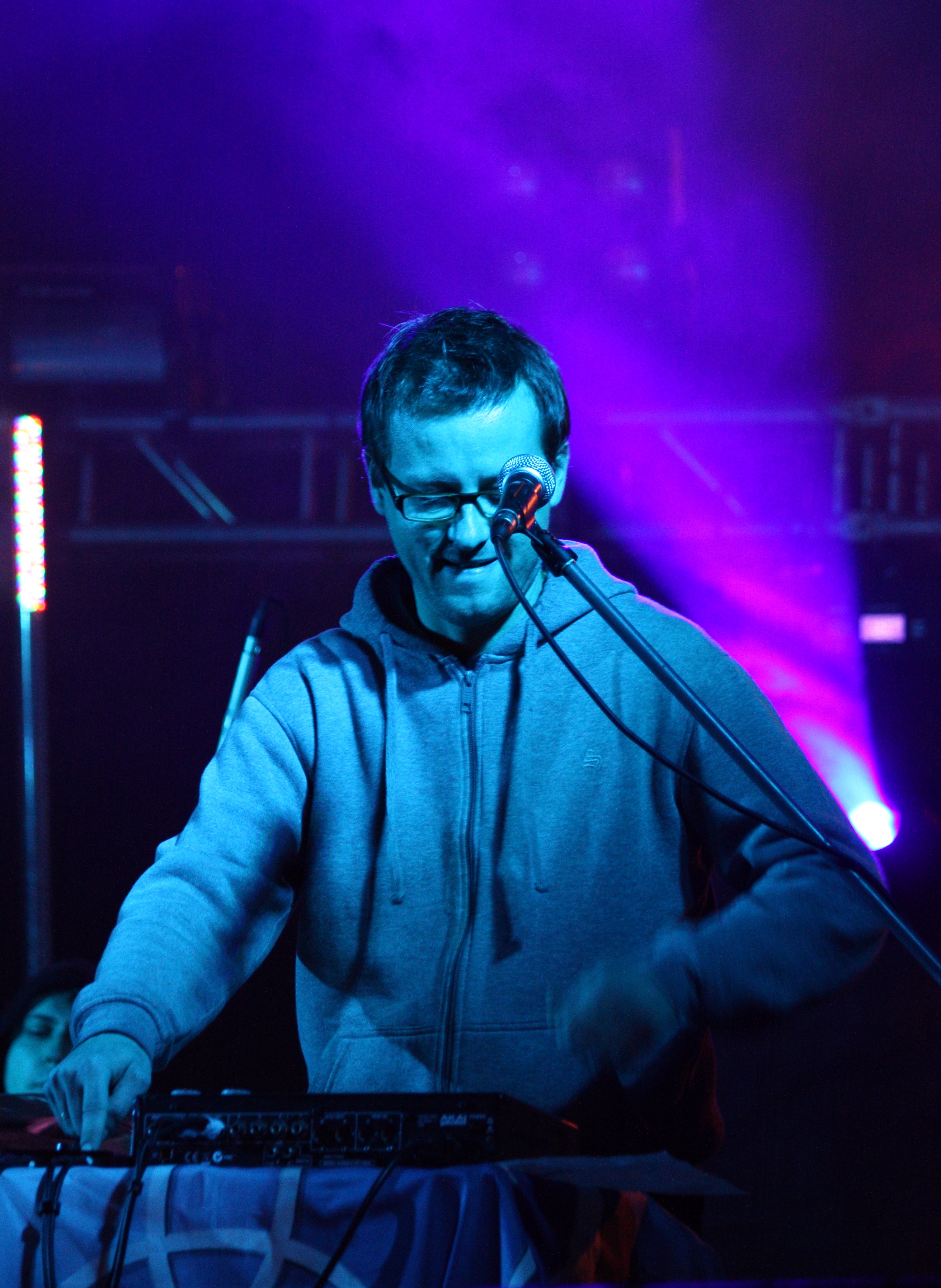
Mariusz „Denat” Denst

### Obecni
- Mariusz „Denat” Denst – sampler, animacja
- Hubert „Spięty” Dobaczewski – śpiew, gitara prowadząca, ( od 2011, wcześniej gitara rytmiczna)
- Michał „Dimon” Jastrzębski – perkusja
- Filip „Wieża” Różański – instrumenty klawiszowe
- Rafał „Żubr” Borycki – gitara basowa
- Maciek „Trocki” Dzierżanowski – instrumenty perkusyjne
- Karol Gola – saksofon barytonowy, flet, instrumenty klawiszowe

### Byli
- Jakub „Krojc” Pokorski – gitara prowadząca
- Michał „Warz” Warzycki – gitara

## Dyskografia

### Albumy studyjne
| 2002                           | Gusła - Data: 14 stycznia 2002 - Wydawca: S.P. Records - Format: CD, digital download                             | –  |                        |                |
| 2005                           | Powstanie Warszawskie - Data: 21 marca 2005 - Wydawca: Ars Mundi - Format: CD, digital download, winyl            | 13 | - POL: złota płyta     | - POL: 35 000+ |
| 2008                           | Gospel - Data: 22 lutego 2008 - Wydawca: Antena Krzyku - Format: CD, digital download, winyl                      | 3  | - POL: platynowa płyta | - POL: 30 000+ |
| 2010                           | Prąd stały / Prąd zmienny - Data: 1 marca 2010 - Wydawca: Antena Krzyku - Format: CD, digital download, winyl     | 5  |                        |                |
| 2012                           | Soundtrack - Data: 19 października 2012 - Wydawca: Mystic Production - Format: CD, digital download               | 3  | - POL: złota płyta     | - POL: 15 000+ |
| 2015                           | Dzieciom - Data: 6 marca 2015 - Wydawca: Mystic Production - Format: CD, digital download, winyl                  | 3  | - POL: platynowa płyta | - POL: 30 000+ |
| 2018                           | Wiedza o społeczeństwie - Data: 16 lutego 2018 - Wydawca: Mystic Production - Format: CD, digital download, winyl | 1  | - POL: platynowa płyta | - POL: 30 000+ |
| „–” pozycja nie była notowana. | |    |                        |                |

### Albumy koncertowe
| Rok  | Dane dot. albumu                                                                     | Pozycja na liście |
| Rok  | Dane dot. albumu                                                                     | POL               |
| ---- | ------------------------------------------------------------------------------------ | ----------------- |
| 2013 | Koncerty w Trójce vol. 10 – Lao Che - Data: 9 grudnia 2013 - Wydawca: Polskie Radio  | 36                |
| 2019 | Festival Pol’and’Rock Live 2018 - Data: 28 czerwca 2019 - Wydawca: Mystic Production | 13                |

### Single
| 2005                           | „Czerniaków”            | –  | – |
| 2008                           | „Drogi Panie”           | 30 | – |
| 2008                           | „Hydropiekłowstąpienie” | 1  | 4 |
| 2012                           | „Zombi!”                | 1  | 1 |
| „–” pozycja nie była notowana. |                         |    |   |

#### Inne notowane utwory
| 2002                           | „Klucznik”                     | –  | –  |
| 2005                           | „Zrzuty”                       | –  | 29 |
| 2008                           | „Czarne kowboje”               | 6  | 9  |
| 2008                           | „Hiszpan”                      | 8  | –  |
| 2010                           | „Czas”                         | 4  | 2  |
| 2010                           | „Zima stulecia”                | 14 | –  |
| 2010                           | „Prąd stały / Prąd zmienny”    | 4  | –  |
| 2015                           | „Tu”                           | 1  | –  |
| 2015                           | „Wojenka”                      | 1  | –  |
| 2015                           | „Bajka o misiu (tom pierwszy)” | 1  | –  |
| 2018                           | „Nie raj”                      | 1  | –  |
| 2018                           | „Kapitan Polska”               | 1  | –  |
| 2018                           | „Sen a’la tren”                | 3  | –  |
| 2018                           | „Spółdzielnia”                 | 5  | –  |
| „–” pozycja nie była notowana. |                                |    |    |

## Wideografia
| Rok  | Tytuł |
| ---- | --- |
| 2006 | Powstanie Warszawskie - Data: październik 2006 - Wydawca: Muzeum Powstania Warszawskiego                   |
| 2008 | Przystanek Woodstock - Data: 4 grudnia 2008 - Wydawca: Złoty Melon                                         |
| 2014 | Powstanie Warszawskie. Spektakl muzyczny - Data: 8 kwietnia 2014 - Wydawca: Muzeum Powstania Warszawskiego |

## Nagrody i wyróżnienia
| Rok  | Nagroda                                                        | Kategoria                      | Tytułem                  | Nota      | Źródło |
| ---- | -------------------------------------------------------------- | ------------------------------ | ------------------------ | --------- | ------ |
| 2005 | Fryderyki 2005                                                 | Album roku muzyka alternatywna | Powstanie warszawskie    | Nominacja | [ 37 ] |
| 2006 | Złoty Bączek                                                   | Nagroda publiczności           | Lao Che                  | Laur      | [ 38 ] |
| 2008 | Nagroda Muzyczna Programu Trzeciego – „Mateusz”                | Muzyka                         | Gospel                   | Laur      | [ 39 ] |
| 2008 | Nagroda Artystyczna Miasta Torunia im. Grzegorza Ciechowskiego | n.d.                           | Lao Che                  | Laur      | [ 40 ] |
| 2009 | Gwarancje Kultury TVP Kultura                                  | Muzyka                         | Gospel                   | Laur      | [ 41 ] |
| 2010 | Yach Film 2010                                                 | Grand Prix                     | „Życie jest jak tramwaj” | Nominacja | [ 42 ] |
| 2010 | Yach Film 2010                                                 | Animacja                       | „Życie jest jak tramwaj” | Laur      | [ 43 ] |
| 2010 | Nagroda Miasta Stołecznego Warszawy                            | n.d.                           | Lao Che                  | Laur      | [ 44 ] |
| 2016 | Fryderyki 2016                                                 | Album roku rock                | Dzieciom                 | Laur      | [ 45 ] |
| 2016 | Fryderyki 2016                                                 | Utwór roku                     | „Wojenka”                | Nominacja | [ 46 ] |
| 2019 | Fryderyki 2019                                                 | Album roku rock                | Wiedza o społeczeństwie  | Laur      | [ 47 ] |